# Orange Walk
Orange Walk é um distrito de Belize com uma área de 4.737 km², sua capital é a cidade de Orange Walk. No último censo realizado em 2022, a população do distrito era de 54.152 habitantes.
Além da capital, o distrito conta com 37 vilas, estas sendo: August Pine Ridge, Blue Creek, Carmelita, Chan Chich, Chan Pine Ridge, Cuatro Leguas, Douglas, Fire Burn, Guinea Grass, Honey Camp, Indian Church, Indian Creek, Indian Hill Estate, Petville, Richmond Hill, San Antonio, San Carlos, San Estevan, San Felipe, San Jose, San José Palmar, San Juan, San Lázaro, San Lorenzo, San Luis, San Pablo, San Román, Santa Cruz, Santa Marta, Shipyard, Sylvestre Camp, Tower Hill, Tres Leguas, Trial Farm, Trinidad, Yo Creek.